# Canalul Nimy-Blaton-Péronnes
Canalul Nimy-Blaton-Péronnes este un canal din provincia belgiană Hainaut având o lungime totală de aproximativ 38,914 km, din care 35,93 km bieful principal, situat între Nimy și Maubray. Prin intermediul lacului Grand Large, canalul conectează Nimy, în apropiere de Mons, cu Péronnes, localitate riverană fluviului Escaut. Împreună cu canalul du Centre și canalul Charleroi-Bruxelles, el formează legătura navigabilă între fluviile Escaut și Meuse.
Canalul Nimy-Blaton-Péronnes a înlocuit vechiul canal Pommerœul-Antoing, care fusese inaugurat pe 26 iunie 1826. La acea vreme, regiunea minieră Borinage avea nevoie de un mijloc de transport eficace pentru a livra enorma cantitate de cărbune extrasă din minele regiunii. Noul canal Nimy-Blaton-Péronnes permite circulația navelor cu un deplasament de până la 1350 de tone, corespunzând clasei CEMT IV.
Primul tronson al canalului, între Nimy și Blaton, a fost inaugurat pe 25 octombrie 1955, iar al doilea tronson, între Blaton și Péronnes, a fost inaugurat pe 5 octombrie 1964.

## Ecluze
Canalul profită de panta dulce a văii râului Haine, nefiind deci nevoie de multe ecluze. Din acest motiv au fost construite doar două, la confluența canalului cu fluviul Escaut, pentru a depăși o diferență de nivel totală de 18,10 metri. La Blaton a fost realizat și un stăvilar, care împiedică revărsarea apei în cazul ruperii digului de apărare.
- Altitudinea la Nimy : 33,80 m.
- Altitudinea la Péronnes : 15,85 m până în 1995, apoi 14,90 m după suprimarea ecluzei de la Antoing, de pe Escaut.

- Péronnes : o ecluză de 85,85 m x 12 m[6], asigură deplasarea vaselor cu 12,50 m pe verticală
- Péronnes : o ecluză de 85,85 m x 12 m[6], asigură deplasarea vaselor cu 5,60 m pe verticală

## Trafic
- 1987: 2.577 péniche cu un tonaj global de 790.000 t.
- 1990: 3.506 péniche cu un tonaj global global de 927.000 t.
- 2000: 5.315 péniche cu un tonaj global global de 1.686.000 t.
- 2004: 5.578 péniche cu un tonaj global global de 2.074.000 t.
- 2005: 6.259 péniche cu un tonaj global global de 2.277.379 t.

## Legături cu alte căi navigabile
- Cu Canalul Blaton-Ath: la Blaton[7]
- Cu Canalul Pommerœul-Antoing: la Blaton (actualmente nu mai este navigabil)
- Cu Canal du Centre: prin Grand Large, la Nimy
- Cu Fluviul Escaut: la Péronnes-lez-Antoing
- Cu Canalul Pommerœul-Condé: la Pommerœul. Canalul Pommerœul-Condé a fost închis navigației în 1992 și s-a degradat în timp.[8] Ambarcațiunile care doresc să circule de la Condé către Mons și mai departe către Meuse, sunt obligate să ocolească pe fluviul Escaut până la confluența acestuia de la Péronnes cu canalul Nimy-Blaton-Péronnes. Pe 23 octombrie 2019, Căile Navigabile Franceze au lansat un proiect de curățare și dragare a canalului Pommerœul-Condé cu scopul de a-l reda navigației și de a reduce astfel distanța de deplasare cu 30 km, iar timpul de deplasare cu o jumătate de zi.[8] Această investiție va permite vaselor să evite ocolul pe tronsonul Péronnes–Pommerœul al canalului Nimy-Blaton-Péronnes.[8]

## Galerie de imagini

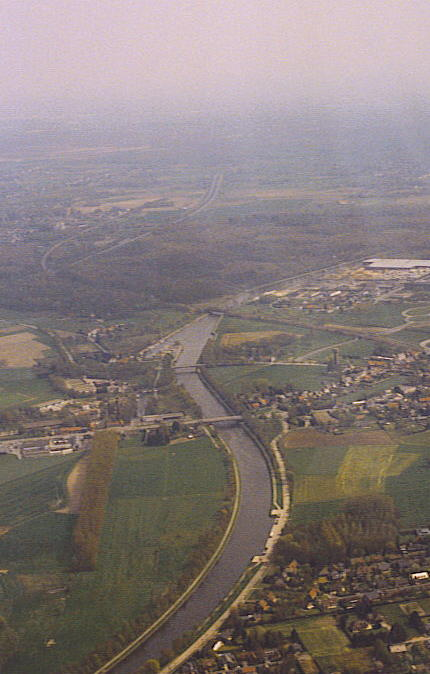
Vedere aeriană a canalului Nimy-Blaton-Péronnes.
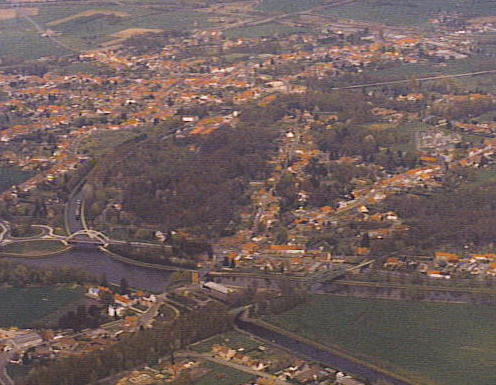
Confluență la Blaton cu canalele Blaton-Ath și Pommerœul-Antoing.
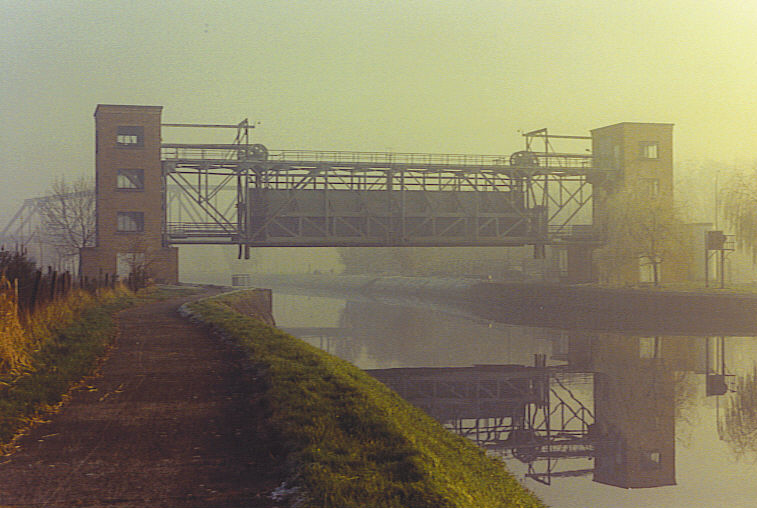
Stăvilar la Blaton.